# 細川加賀
細川 加賀（ほそかわ かが、1924年2月11日 - 1989年10月25日）は、東京出身の俳人。本名・輿一郎。東京市（現台東区）生。
小学校卒業と同時に就職、のち商業学校に通う。
1940年、肺結核を発病し、療養中に「鶴」所属の俳人と知り合い同誌に投句。
1944年、石川県に疎開し、翌年農協に勤務。
1953年、石田波郷と会い、上京。楠本憲吉の「なだ万」に勤める。
1957年、運輸省に入省。同年サンケイ俳句賞を受ける。
1980年、『生御霊』で第20回俳人協会賞受賞。
1984年、運輸省を定年退職し「初蝶」を創刊、主宰。
1989年、転倒による脳挫傷で死去。
「鶴」の誌風に従い、病苦や就職難といった境涯を韻文性の高い調べで詠んだが、のちにより平明・柔和な句風に移行していった。句集に『傷痕』（1973年）『生御霊』（1980年）『玉虫』（1989年）『細川加賀全句集』（1993年）など。